# 格洛克訥萬德山

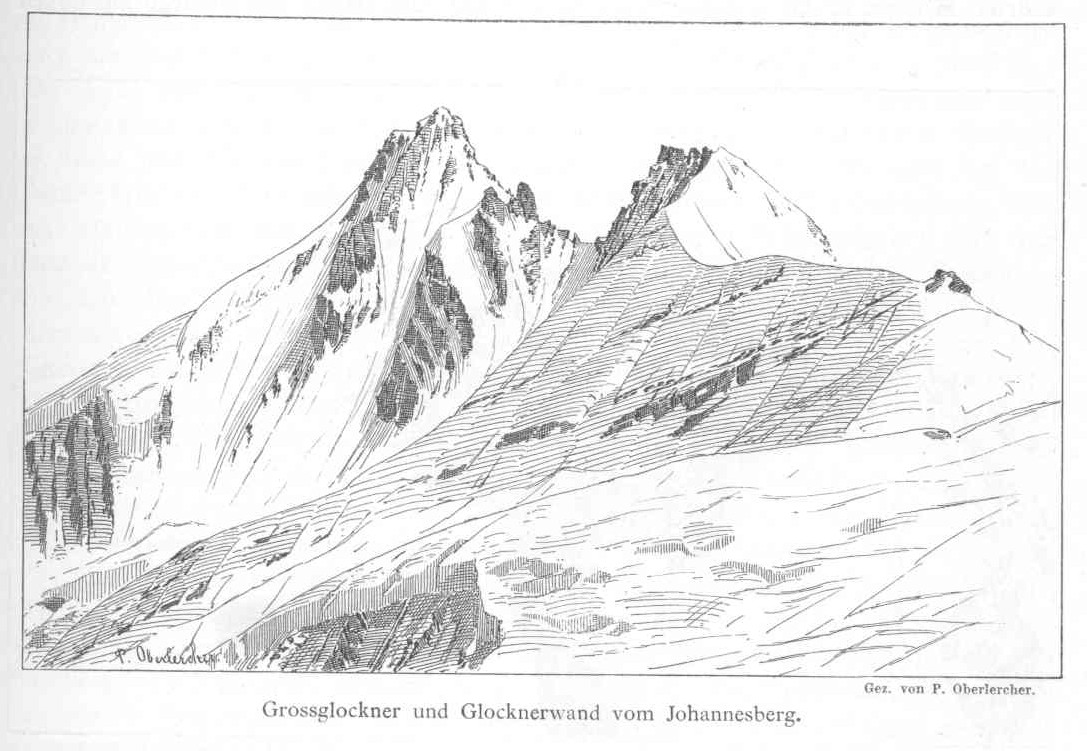

47°4′47″N 12°41′11″E / 47.07972°N 12.68639°E
格洛克訥萬德山（德語：Glocknerwand），是奧地利的山峰，位於該國中部，處於克恩頓州和利恩茨縣接壤的邊界，距離大格洛克納山0.8公里，海拔高度3,721米，每年平均降雨量2,073毫米，人類首次在1872年9月3日首次登頂。